# Evangelische Kirche (Griedel)

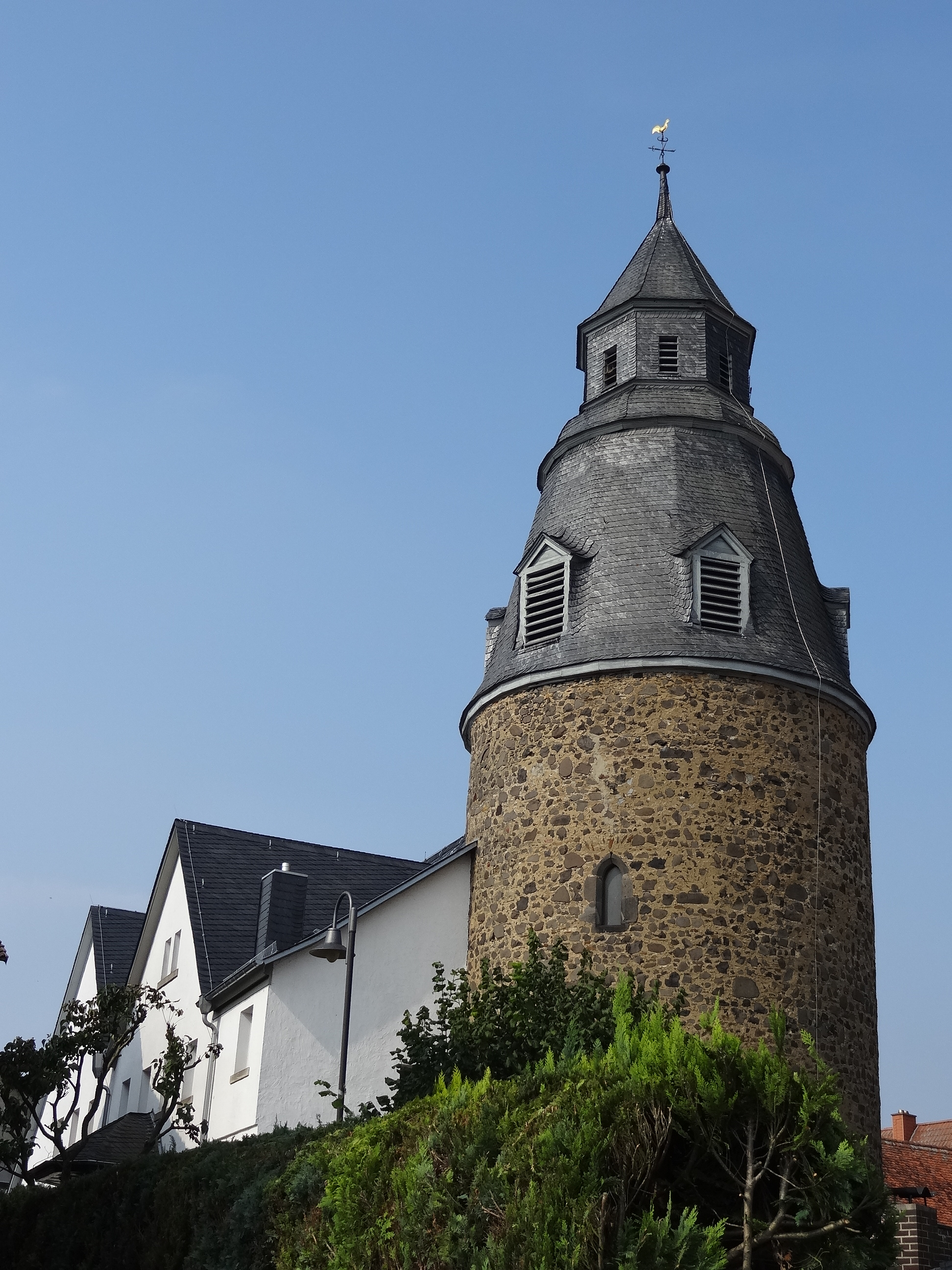
Kirche von Osten

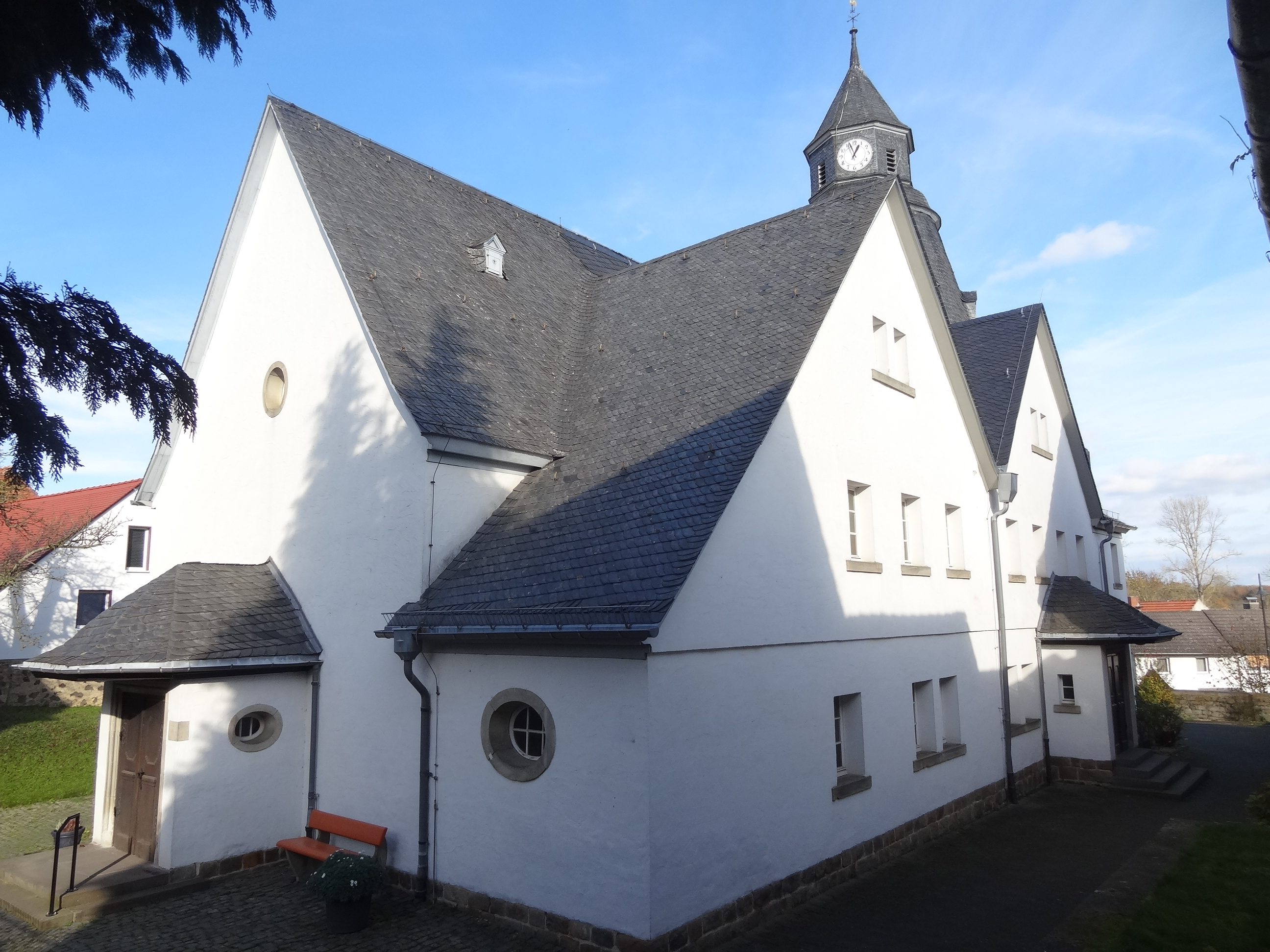
Kirche von Süden

Die Evangelische Kirche in Griedel, einem Stadtteil von Butzbach im Wetteraukreis in Mittelhessen, besteht aus einem runden, spätgotischen Chorturm des 14. Jahrhunderts und einer zweischiffigen Kirche, die 1909–1911 anstelle eines mittelalterlichen Vorgängerbaus nach Plänen von Heinrich Walbe errichtet wurde. Sie ist ortsbildprägend und hessisches Kulturdenkmal.

## Geschichte

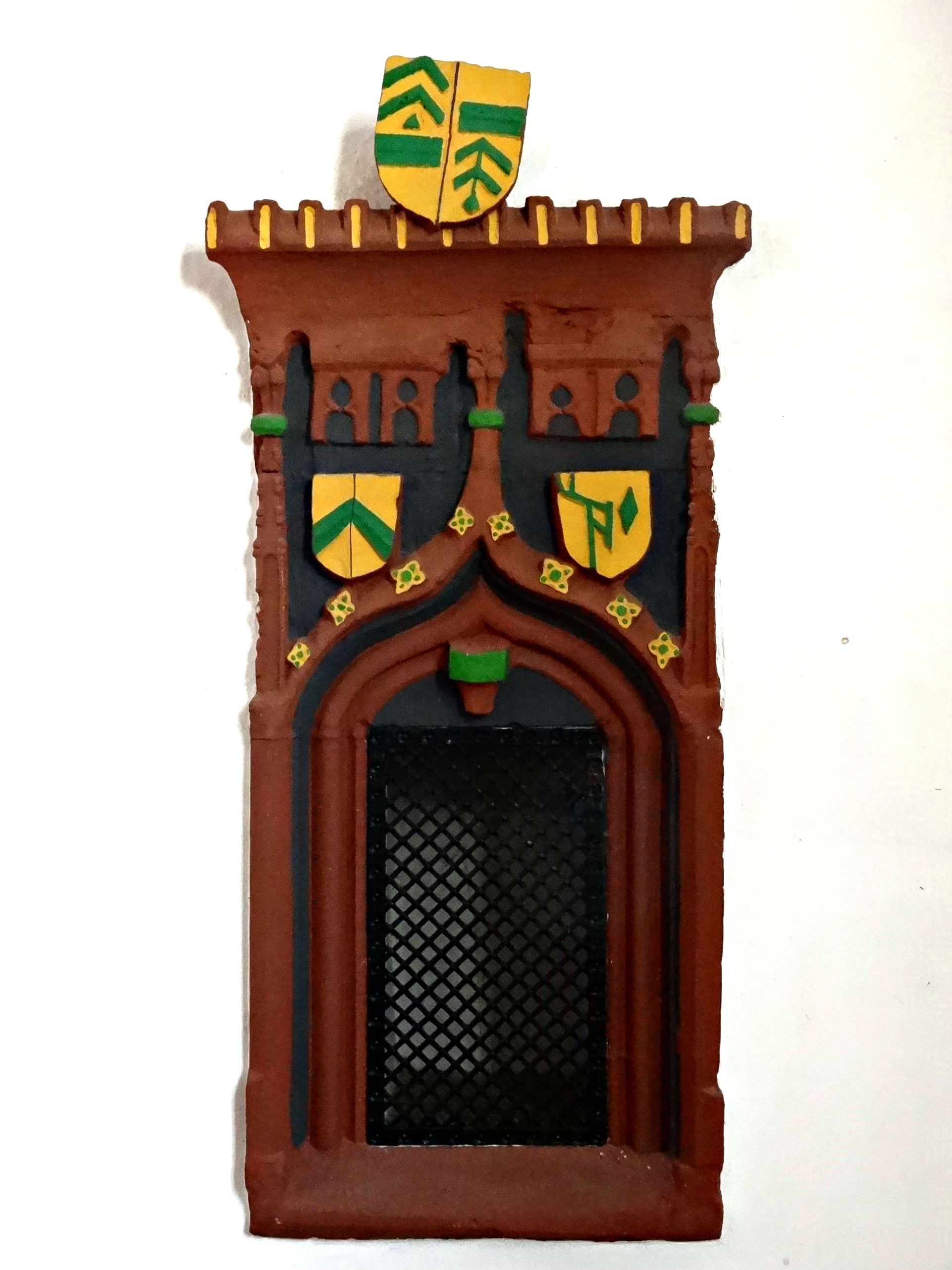
Gotische Sakramentsnische im Turmgewölbe mit den Wappen der Griedeler Grundherren

Die Griedeler Kirche war wie die in Ostheim Filialkirche des Sendortes Nieder-Weisel, besaß im Jahr 1265 aber einen eigenen Pleban namens Arnold, der noch im Jahr 1297 im Amt war. Aufgrund dessen wird eine Kirche um 1250 angenommen, die später um ein Seitenschiff erweitert wurde. Um die Turmtür eingemauerte Fliesen stammen aus romanischer Zeit und weisen dasselbe Muster wie bei Fliesen in einer Kapelle aus Kloster Eberbach aus dem 12. Jahrhundert auf. Dies ist der bisher einzige Hinweis darauf, dass es möglicherweise vor 1250 eine Kirche in Griedel gegeben hat. Im Jahr 1344 wurde sie zur selbstständigen Pfarrkirche erhoben. Der Pastor der Mutterkirche behielt zunächst das Patronat, bis es 1356 an die dortige Johanniterkommende überging. Diese übte die Kollatur bis zur Aufhebung der Kommende im Jahr 1809 aus. Die Kirche besaß in vorreformatorischer Zeit mehrere Altäre, einen Heiligkreuzaltar und einen Liebfrauenaltar sowie den Altar des Petrus. Im Jahr 1327 amtierten bereits mindestens zwei Priester in Griedel.
Kirchlich gehörte die Kirche unter dem Patrozinium von Petrus im ausgehenden Mittelalter im Dekanat Friedberg im Archidiakonat St. Maria ad Gradus in der Erzdiözese Mainz zum Sendbezirk Niederweisel.
Der Turm wurde wahrscheinlich in der zweiten Hälfte des 14. Jahrhunderts durch Stiftungen der Herren von Bellersheim und Kolnhausen an die Kirche angebaut. Dies begründet den wehrhaften Charakter des Turms und den Schlussstein mit dem Kolnhauser Wappen.
Mit Einführung der Reformation (1549 oder früher) nahm die Gemeinde das evangelisch-lutherische Bekenntnis an. Im Jahr 1539 wird zum letzten Mal eine Seelenmesse gefeiert und das Wort „Kommunion“ an Allerheiligen zum letzten Mal in den kirchlichen Rechnungsbüchern genannt. In diesem Jahr erhalten die „Communicanten“, nicht aber die gesamte Gemeinde zur Feier des Abendmahls Wein. Der Begriff „Nachtmahl“ erscheint in den Unterlagen erst ab 1567. In den Protokollen einer Visitation, die 1549 im gesamten Bistum Mainz durchgeführt wurde, ist zu lesen, dass der damalige Griedeler Pfarrer Petrus Dauernheim verheiratet war und nicht mehr die Messe nach römischem Ritus feierte. Die Sakramente verwahrte er nicht mehr in der Kirche und das Ewige Licht hatte er abgeschafft. Die Kirchengemeinde wechselte 1582 zum reformierten Bekenntnis, um 1624 zum lutherischen zurückzukehren und 1647 endgültig das reformierte anzunehmen.

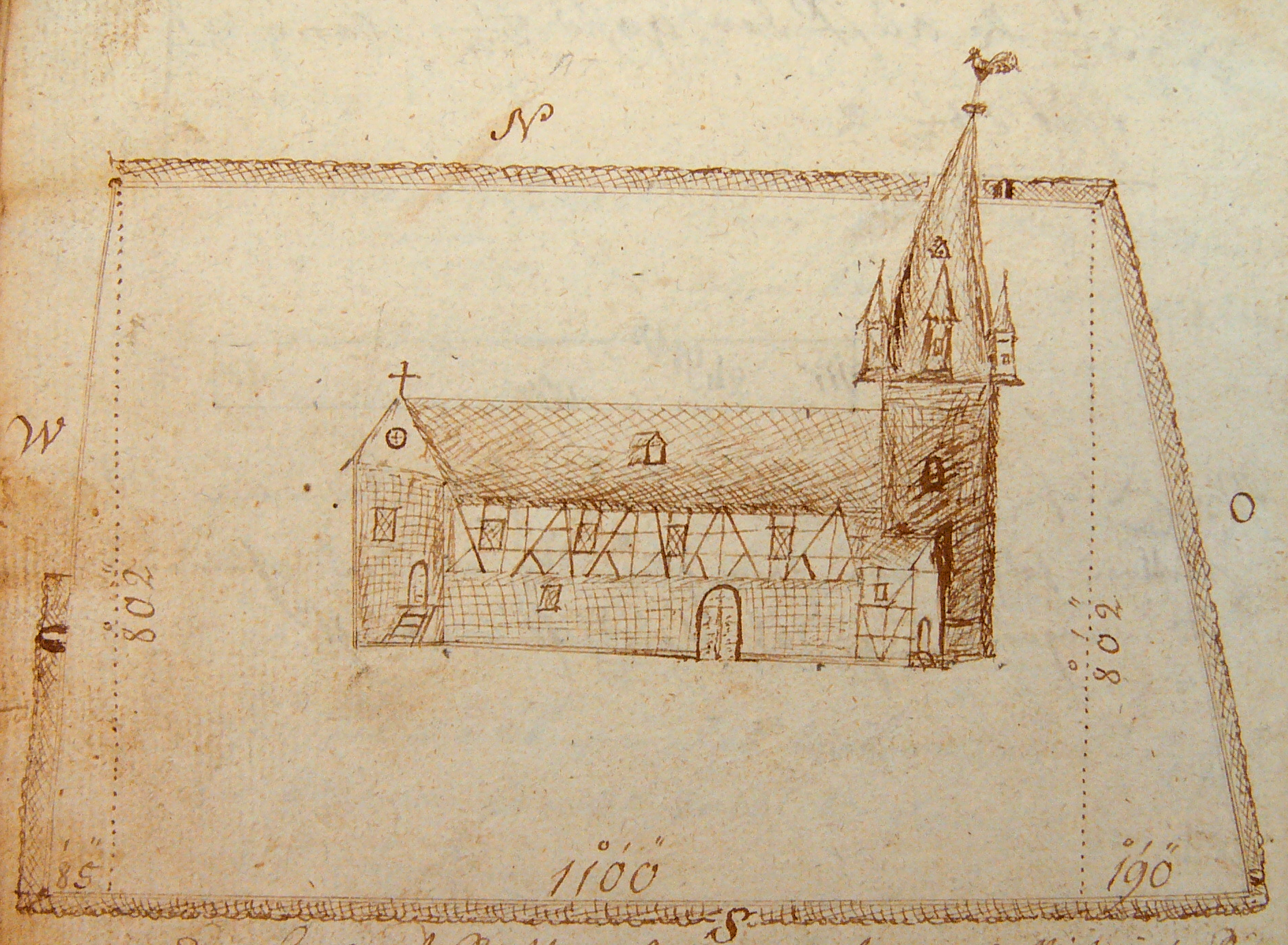
Zeichnung der Kirche im Flurbuch von 1770

Die Kirche war bereits um 1610 renovierungsbedürftig; Im Jahr 1614 bat der Schultheiß um Gelder für eine Renovierung. Die Kirche erlitt im Dreißigjährigen Krieg Schäden, sodass 1637 die Gottesdienste in Butzach stattfinden mussten. Zwischen 1640 und 1642 folgten umfangreiche Instandsetzungs- und Renovierungsarbeiten, 1645 die Reparatur des Daches, 1653 weitere Renovierungen. Von 1760 bis 1774 waren Schulmeister Johannes Knoth und von 1774 bis 1777 Schulmeister Reinhard Daniel Bingel zweite Pfarrer in Griedel, allerdings mit wenig geistlichen Kompetenzen. Während der Amtszeit von Pastor Johann Adolf wurde eine Kirchenrenovierung durchgeführt. Zufall beschrieb den Zustand der Kirche anlässlich seines Amtsantritts wie folgt: „Die Kirche glich eher einem Stall; dunkel und finster. Teile drohten gar einzustürzen.“ Im Jahr 1830 erhielt der Turm einen neuen Helmaufbau. Bis dahin war der spätgotische Pyramidenhelm mit vier flankierenden Wichhäuschen erhalten. Die Evangelischen aus Rockenberg und Marienschloss wurden im Jahr 1841 von Münzenberg nach Griedel eingepfarrt. Seit 1904/1905 bildeten sie eine selbstständige Kirchengemeinde, die im Filialverhältnis zu Griedel stand. In den Jahren 1888/1889 folgte eine umfassende Innenrenovierung.

Alte Kirche vor 1911

Nach ersten Verhandlungen im Jahr 1898 über einen Umbau oder Neubau, beschloss die Kirchengemeinde am 20. September 1909 den Kirchenneubau unter Beibehaltung des Turms. Dies geschah gegen die mehrfache Empfehlung des Denkmalpflegers Heinrich Walbe, dem zufolge „der Innenraum der Griedeler Kirche der malerischte und behaglichste Kirchenraum von ganz Oberhessen war“. Die Gemeinde verwarf den ersten Bauentwurf und bestand auf einer Vergrößerung auf 500 Sitzplätze. Nachdem Regierungsbaumeister Pfeiffer am 3. Februar 2011 die überarbeiteten Baupläne nach den Skizzen Walbes vorgelegt hatte, folgte der Abriss der alten zweischiffigen Kirche, die noch teilweise mittelalterlich war, ab dem 27. Februar 1911. Beim Abriss wurde an der Laibung eines vermauerten Ostfensters eine figürliche Darstellung des heiligen Johannes aus dem 14. Jahrhundert entdeckt, die von Kirchenmaler Velte kopiert und auf eine Wand der Turmhalle übertragen, in den 1950er Jahren aber übertüncht wurde. Am 30. März 1911 wurden die Bauarbeiten vergeben. Am 30. April erfolgte die Grundsteinlegung. Das Mauerwerk wurde am 10. Juni fertiggestellt. Der Neubau der zweischiffigen Anlage wurde am 10. Dezember 1911 eingeweiht. Die Turmhalle, die einst als Chorraum gedient hatte und in die später Gestühl und Emporen eingebaut worden waren, wurde von den Einbauten befreit und durch ein Eisengitter vom Hauptschiff abgetrennt. Form, Ausstattung und Ausmalung der neuen Kirche orientieren sich am mittelalterlichen Vorgängerbau, allerdings auf vergrößertem Grundriss. Die gesamten Baukosten inklusive Abbrucharbeiten und Orgelneubau betrugen 61.309 Mark.
Die Kirchengemeinde ist mit Rockenberg und Oppershofen pfarramtlich verbunden. Sie gehört im Evangelischen Dekanat Wetterau in der Propstei Oberhessen zur Evangelischen Kirche in Hessen und Nassau.

## Architektur

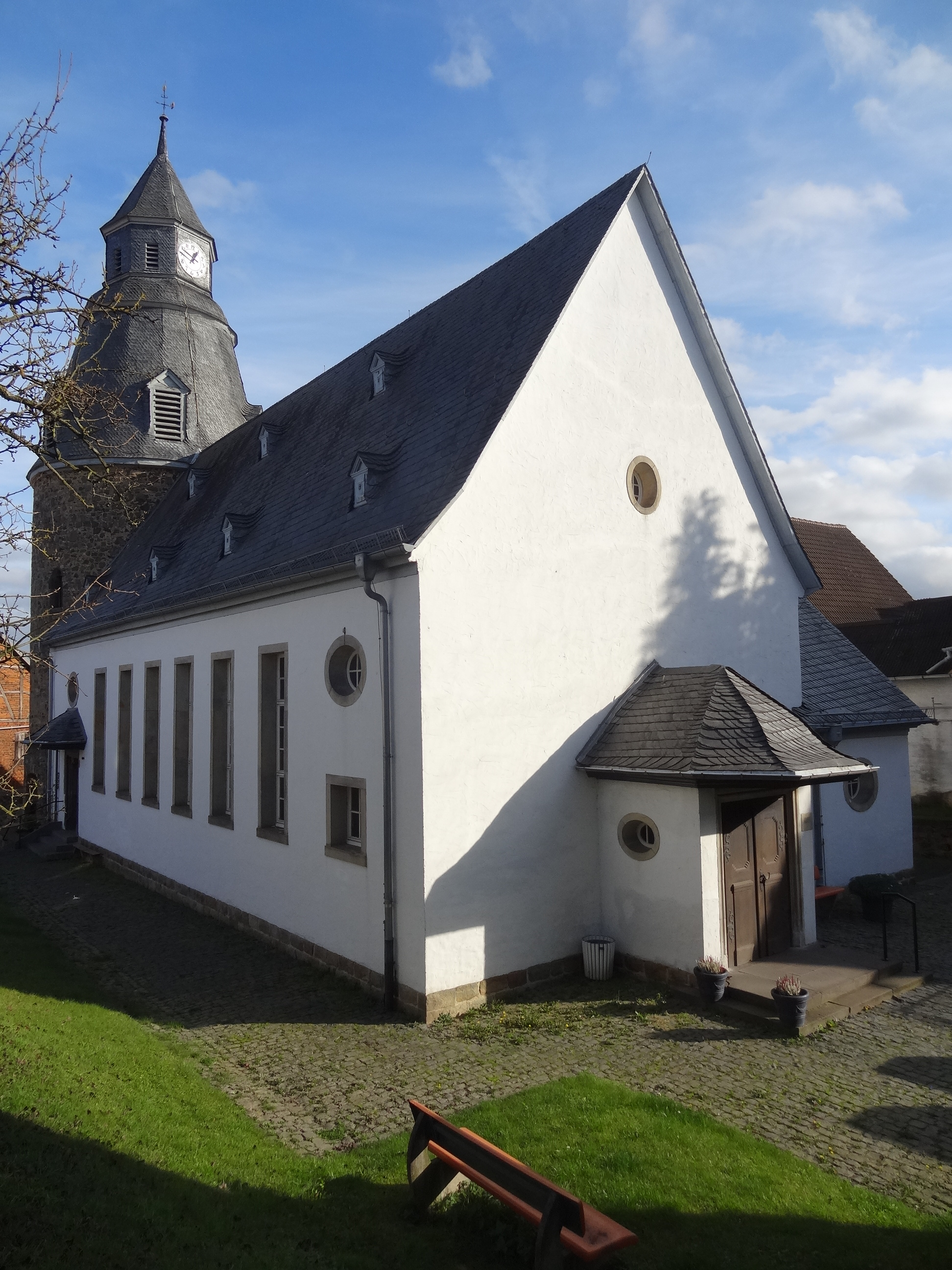
Blick von Westen auf das Kirchenschiff

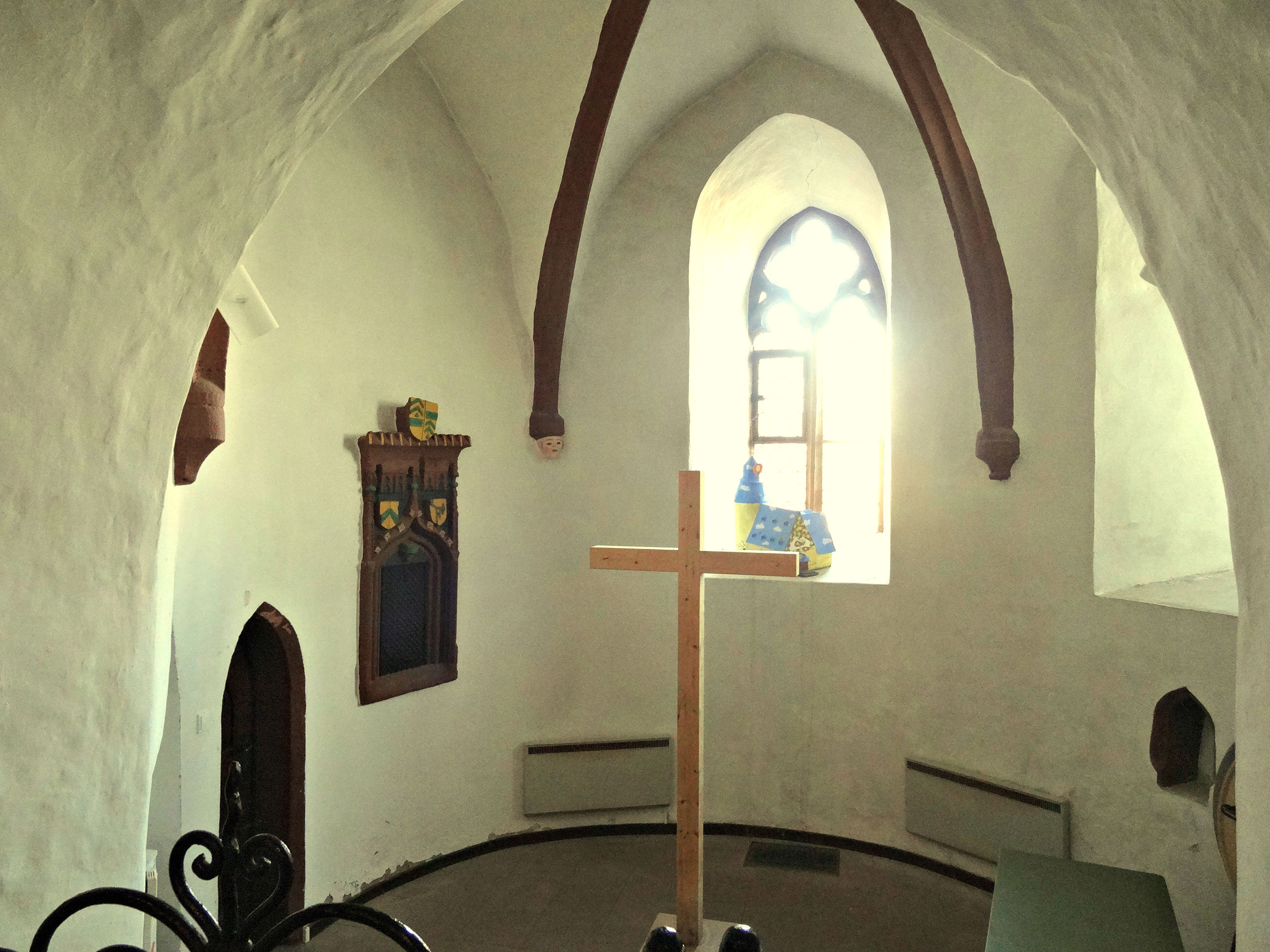
Turmgewölbe

Die Kirche am südöstlichen Ortsrand ist nicht genau geostet, sondern nach Nordost ausgerichtet. Der spätgotische Turm des 14. Jahrhunderts ist aus unverputztem Bruchsteinmauerwerk auf einer leichten Erhebung errichtet. Das Langhaus von 1911 ist ein weiß verputzter Fachwerkbau.
Regional ungewöhnlich ist, dass der Chorturm über einem runden Grundriss aufgemauert ist. In der älteren Forschung wurde die Auffassung vertreten, der Turm sei älter als der Vorgängerbau des heutigen Kirchenschiffs oder habe freistehend als Bergfried der Burg Griedel gedient. Das einheitliche Mauerwerk mit seinen gotischen Maßwerkfenstern spricht jedoch für eine Entstehung im 14. Jahrhundert und dafür, dass der Turm an ein älteres Kirchenschiff angebaut wurde. Der wehrhafte Chorturm (8 Meter Durchmesser) aus Basalt und Sandstein ist in das Langhaus eingebunden und schneidet dessen Satteldach, das mit kleinen Gauben bestückt ist. Die Mauern des Turms erreichen eine Stärke von 1,90 Metern und eine Höhe von etwa 12 Metern. Der viergeschossige Rundturm wird heute im Norden durch ein Portal mit Segmentbogen erschlossen, dem sich ein spitzbogiger Durchgang durch das Mauerwerk anschließt. Ursprünglich führte die spitzbogige Tür aus der Turmhalle in einen nördlichen Turmanbau, der wahrscheinlich als Sakristei gedient hat. Im äußeren Mauerwerk weisen die Reste der Gewölbekappen auf einen überkuppelten Raum und die erhaltenen Auflagersteine auf ein niedriges Pult- oder Pyramidendach. Das Erdgeschoss wird durch zwei gotische Maßwerkfenster aus schwarzem Lungstein mit Dreipässen und Vierpass im Spitzbogen belichtet. In einem Obergeschoss sind im Norden ein kleines Spitzbogenfenster und im Südwesten ein Fenster aus Lungstein mit Dreipass eingelassen. Ansonsten sind die Obergeschosse fensterlos. An der Südseite führt eine Steintreppe zum rechteckigen Eingang des Seitenschiffs. Der vollständig verschieferte, hölzerne Turmhelm von 1830 entwickelt sich über sechs Gauben mit rechteckigen Schallöffnungen und Dreiecksgiebelchen. Ein Teil der alten Dachbalkenkonstruktion wurde 1830 übernommen und ist in Höhe der Glockenstube erhalten. Geschwungene Pultdächer leiten zum kleinen oktogonalen Obergeschoss über, das kleine rechteckige Schallöffnungen und im Norden das Ziffernblatt der Turmuhr hat. Ein kleiner Spitzhelm wird von Turmknauf, Kreuz und vergoldetem Wetterhahn bekrönt.
Dem niedrigen Hauptschiff schließt sich im Süden ein Seitenschiff an, das durch zwei Zwerchgiebel hervorgehoben wird. Sechs hohe rechteckige Fenster in der Nordseite und kleinere Rechteckfenster in drei Zonen in der Südseite verschaffen dem Innenraum Licht. Ganz im Westen der Nordseite und über dem Nordportal sowie an der Westseite des Seitenschiffes befindet sich je ein kleines ovales Fenster. Reste von bunten Bleiglasfenstern wurden aus dem Vorgängerbau übernommen und in zwei Rechteckfenster über dem Nordportal integriert. Sie sind mit der Jahreszahl 1653 bezeichnet und tragen die Namen der Stifter mit erklärenden Versen. Das eine zeigt die Jakobsleiter, das andere einen Schild zwischen den Figuren der Justitia und Prudentia. Die westliche Giebelseite ist bis auf ein kleines Rundfenster im Giebeldreieck fensterlos. Die Kirche wird an der Nord- und Westseite durch ein rechteckiges und an der Südseite durch ein rundbogiges Portal erschlossen, die alle drei ein verschiefertes Vordach haben. Das profilierte Nordportal hat in den Winkeln Konsolsteine, die mit Masken verziert sind. Die Türflügel sind mit Eisen beschlagen. Das profilierte Südportal aus der Barockzeit wurde von der Vorgängerkirche übernommen.

## Ausstattung

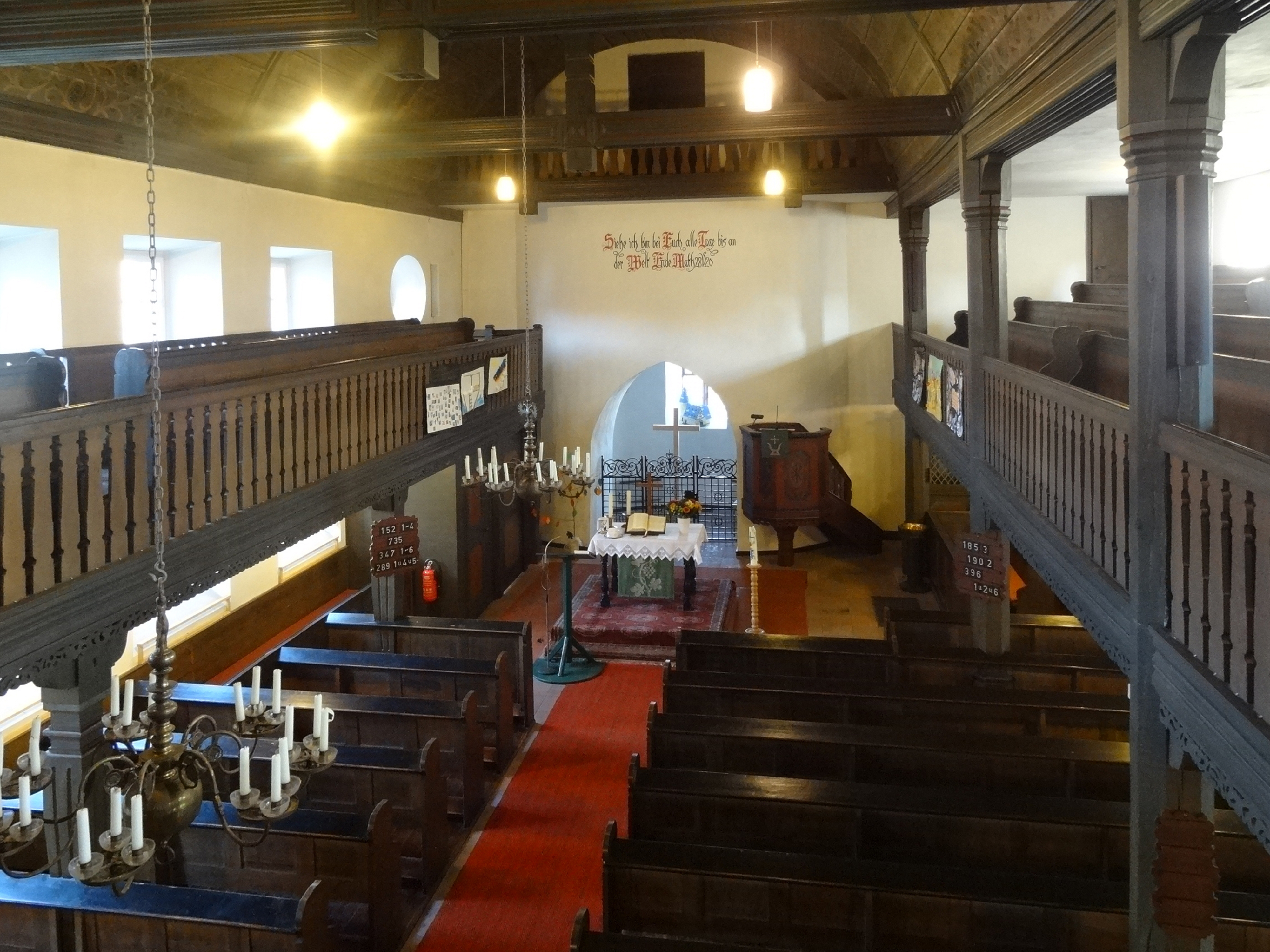
Innenraum Richtung Chor

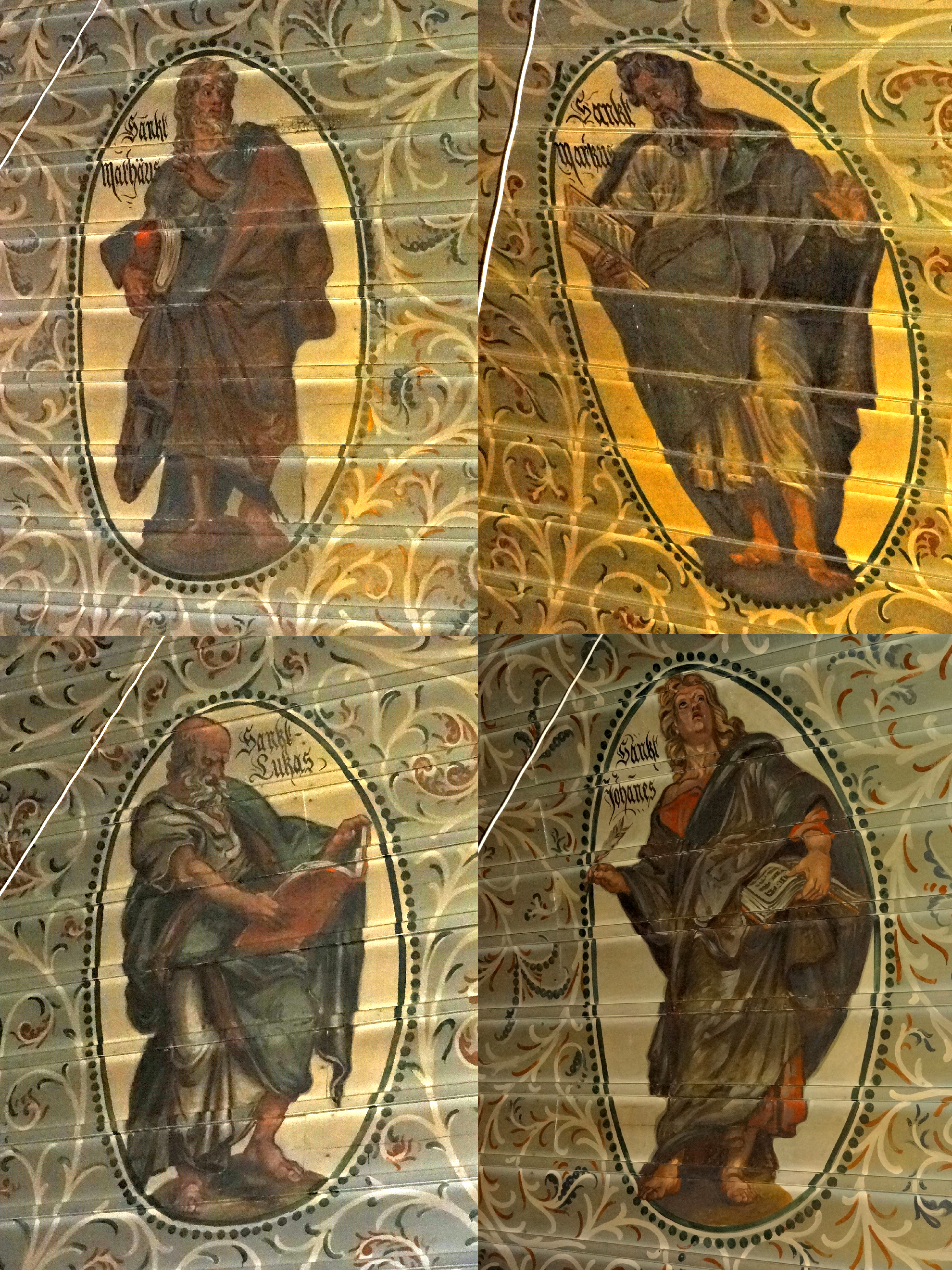
Deckenmalereien mit den vier Evangelisten

Der Innenraum des Hauptschiffs wird von einem Holztonnengewölbe abgeschlossen. Kirchenmaler Kienzle aus Frankfurt am Main schuf für 900 Reichsmark die Deckenmalerei mit Rankenornamenten und sechs Medaillons. Gemäß einer Inschrift in einem Medaillon stifteten Auguste Bender und ihre Söhne Daniel und Moritz die Malereien. Ein Medaillon trägt eine biblische Inschrift, die anderen haben Darstellungen der vier Evangelisten. Die beiden Zugbalken werden von einem hängenden Pfosten gehalten. In das flachgedeckte Südschiff ist eine gestaffelte Empore eingebaut, die dreiseitig umlaufend an der West- und Nordseite des Hauptschiffs als einfache Empore fortgeführt wird. Die Empore ruht auf achteckigen Holzpfosten mit Bügen, die die Südempore einbeziehen und dort einen Unterzug stützen. Die Westempore dient als Aufstellungsort der Orgel. An der Ostseite ermöglicht eine hohe Galerie den Zugang zu den oberen Geschossen des Turmes.
Ein Spitzbogen, über dem das Bibelwort aus Mt 28,20  gemalt ist, öffnet den Chor zum Hauptschiff. Die Turmhalle mit Kreuzrippengewölbe über Konsolen diente früher wahrscheinlich als Altarraum. Der Schlussstein ist mit dem Wappen derer von Kolnhausen belegt. Eine Sakramentsnische aus spätgotischer Zeit (zwischen 1419 und um 1458) ist in der Nord-Ost-Wand erhalten, deren rechteckige Nische mit einem Eisengitter verschlossen wird. Über einem profilierten Kielbogen sind die Wappen derer von Bellersheim und Kolnhausen angebracht, über den bekrönenden Zinnen das Wappen derer von Eppstein-Münzenberg. Eine kleine Nische in der Südwand ist der Rest eines Wandschränkchens. Zwei größere spitzbogige Nischen dienten wahrscheinlich dem Einbau von Dreisitzen.
In den Chorbogen ist ein eisernes Gitter eingebaut, das beide Baukörper voneinander trennt. Vor dem Bogen steht als Altar ein Holztisch mit gedrechselten Füßen. Die polygonale Kanzel ohne Schalldeckel ruht auf einem Holzpfosten und hat einen durchlaufenden profilierten Gesimskranz. Die drei schmalen Kanzelfelder tragen Rankenornamente, die beiden größeren Felder das Christusmonogramm XP und das Bibelwort aus Lk 11,28 . Aus der Mitte des 18. Jahrhunderts datiert der Pfarrstuhl mit vergittertem Rautenwerk und flachgeschnitzter Bekrönung unter der Südempore. Das hölzerne Kirchengestühl lässt einen Mittelgang frei und zeigt an den Brüstungen gemalte Rankenornamente.
Die Kirche besitzt ein Dreiergeläut. Vor den Weltkriegen lautete die Disposition wie folgt:
| Nr. | Gussjahr | Gießer, Gussort                  |
| --- | -------- | -------------------------------- |
| 1   | 1730     | Philipp Schweitzer, Werdorf      |
| 2   | 1792     | Johann Peter Bach, Hungen        |
| 3   | 1856     | Philipp Heinrich Bach, Windecken |

Laut Inschrift der großen Glocke goss Schweitzer 1730 ein Dreiergeläut und hatte in diesem Jahr seine Frau geheiratet.
In den Weltkriegen gingen die beiden kleineren Glocken verloren. Die heutige Disposition, die ein Paternoster-Motiv bildet, lautet:
| Nr. | Gussjahr | Gießer, Gussort             | Schlagton |
| --- | -------- | --------------------------- | --------- |
| 1   | 1730     | Philipp Schweitzer, Werdorf | as′       |
| 2   | 1953     | Gebr. Rincker, Sinn         | b′        |
| 3   | 1953     | Gebr. Rincker, Sinn         | c″        |

## Orgel

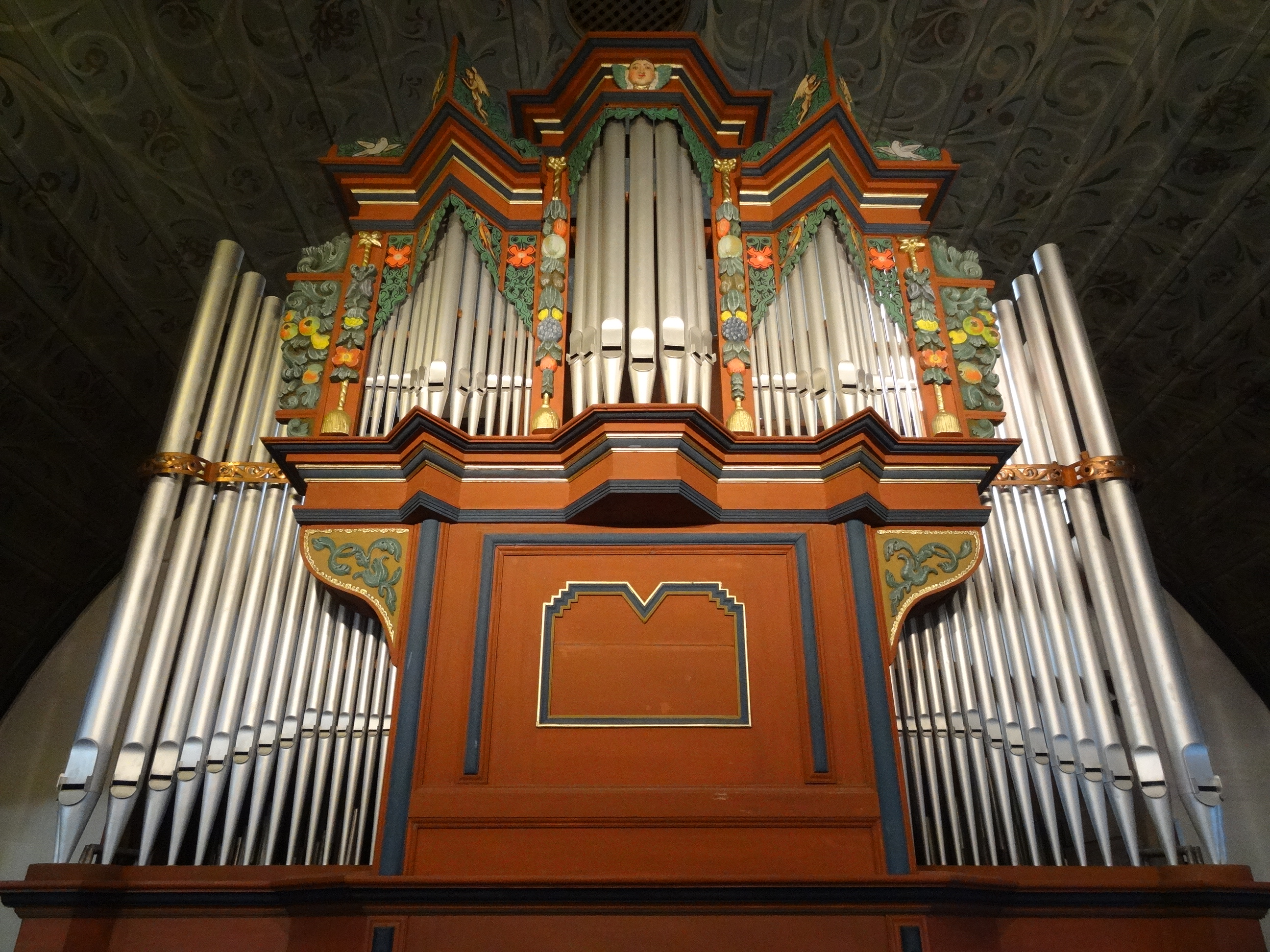
Orgel hinter dem historischen Prospekt von Grieb (1673)

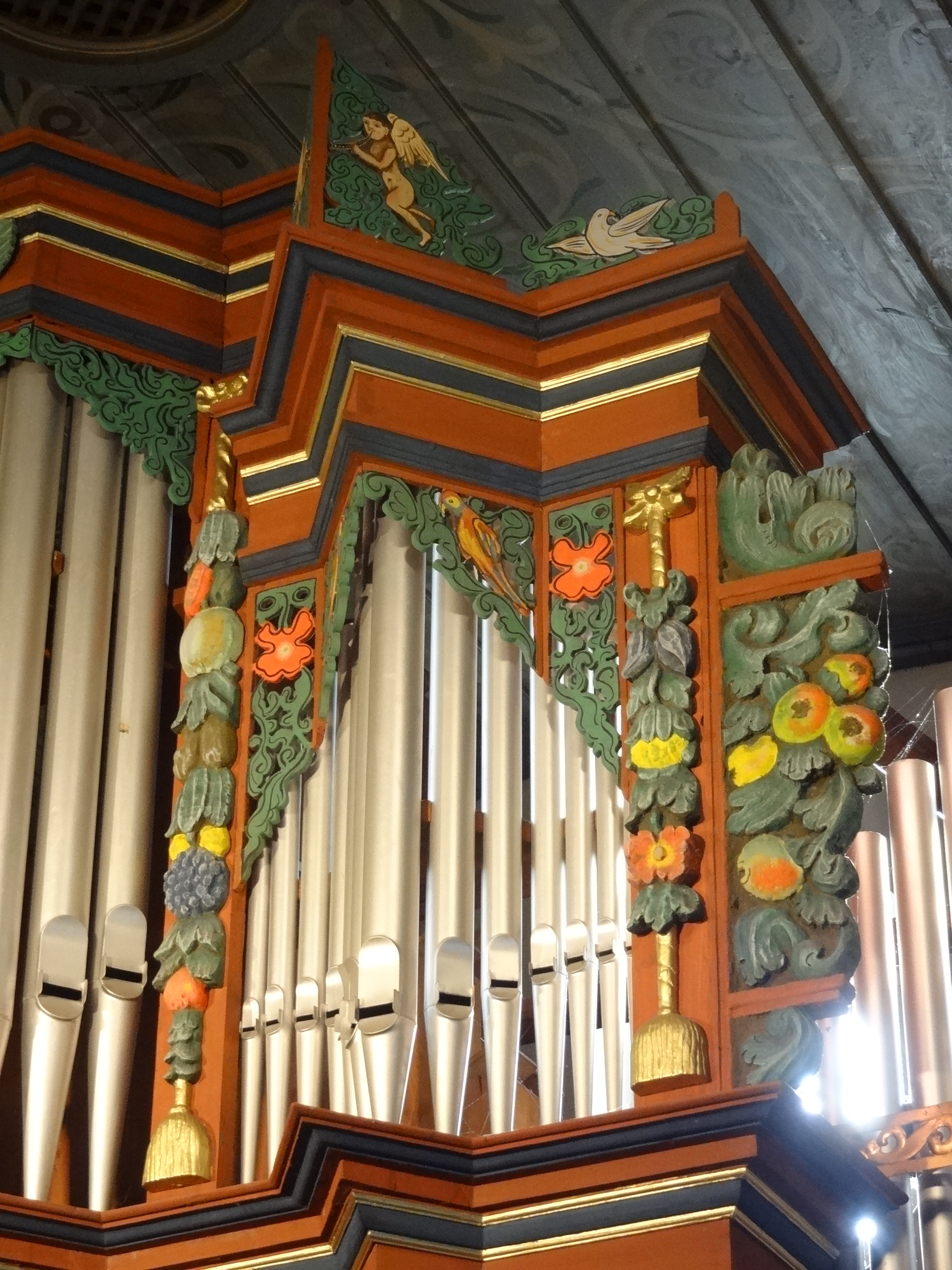
Verzierungen am rechten Spitzturm der Orgel

Eine erste Orgel errichtete der Orgelbauer Grieb aus Griedel im Jahr 1673. Der barocke Prospekt ist erhalten. Das Instrument wurde um 1750 umgebaut. Der Umbau wird Johann Georg Dreuth zugeschrieben, dessen Familie die Grieb-Werkstatt fortführte. In den Jahren 1769, 1780 und 1799 sind Reparaturen durch Friedrich Dreuth nachgewiesen, weitere in den Jahren 1807 und 1808. Nach Aussage von Adam Karl Bernhard, der 1834 eine Reparatur durchführte, wurde die Orgel im Jahr 1722 von Griedel in die Evangelische Kirche Hochelheim umgesetzt, „ein damals schon unbrauchbares Werk“.
August Bernhard schuf für die neue Kirche ein neues Innenwerk hinter dem alten Prospekt von Dreuth und stellte hinterständig das Pedalwerk auf. Zehn Register sind auf zwei Manuale und Pedal verteilt. Der barocke Prospekt hat einen überhöhten Mittelturm auf trapezförmigem Grundriss und zwei flankierende Spitztürme, die wie bei den Orgeln in Sichertshausen und Trais-Münzenberg aus dem Flachfeld hervortreten. Die vier Lisenen sind mit vergoldeten Kordeln verziert. Die mittleren beiden tragen Fruchtgehänge, die äußeren beiden bunte Blumen. Die durchbrochenen, flachgeschnitzten Schleierbretter über den Pfeifenfeldern zeigen grünes Rankenwerk mit roten Blüten und bunten Papageien, die seitlichen Blindflügel Äpfel und die bekrönenden Aufsätze am Mittelturm einen geflügelten Engelkopf, über den Spitztürmen Posaunen blasende Engel und außen weiße Tauben in grünen Flachreliefs. Die Disposition lautet wie folgt:
| I Manual C–f3     |          |
| Principal         | 8′       |
| Flaute harmonique | 8′       |
| Viola di Gamba    | 8′       |
| Octave            | 4′       |
| Doublette II      | 2 ⁄3′+2′ |

| II Manual C–f3 |    |
| Salicional     | 8′ |
| Gedackt        | 8′ |
| Flauto dolce   | 4′ |

| Pedal C–d1           |     |
| Subbaß               | 16′ |
| Violon               | 8′  |
| Gedacktbass (aus II) | 8′  |

- Koppeln: II/I, I/P, II/P